# زغال‌سنگ
زغال‌سنگ نام کانی سیاه‌رنگی است که از پسماند مواد گیاهی دوران‌های قدیم زمین‌شناختی (میلیون‌ها سال پیش) تشکیل شده‌است و به‌عنوان سوخت و نیز مادهٔ اولیهٔ برخی صنایع شیمیایی برای تولید گاز، کُک، روغن، قطران و غیره استفاده می‌شود.
برخی از زمین‌شناسان بر این باورند که زغال‌سنگ کانی نیست.
بخش بزرگی از جِرم زغال‌سنگ کربن است. از دیگر ترکیبات زغال‌سنگ میتوان به هیدروژن، نیتروژن، اکسیژن و گوگرد اشاره کرد . انواع زغال‌سنگ در دوران‌های گوناگون زمین‌شناسی و تحت شرایط مختلفی به وجود آمده‌اند. پوده (تورب) ، نخستین مرحله تشکیل زغال‌سنگ است.
پس از آن به ترتیب لیگنیت، زغال‌سنگ نیمه بیتومینه، زغال‌سنگ بیتومینه و زغال‌سنگ آنتراسیت با درجات مختلف درون‌داشت مواد تشکیل‌دهنده قرار دارند.
زغال‌سنگ از فشرده شدن و تحمل گرما برخی گیاهان به وجود می‌آید که اکثراً از گیاه سرخس است.
امروزه برخی از معادن زغال سنگ بر سطح زمین قرار دارند و استخراجانها اسان است ولی اکثر معادن در اعماق زمین نهفته اند و برای استخراج آنها به دستگاه هایمخصوص نیاز است.
در زغال سنگ همچنین مقادیر کمی از فلز‌های گوناگون مانند نیکل، مس، الومنیوم، سرب، ارسنیک و جیوه وجود دارد.
مقدار جیوه در ذغال سنگ ppm۵۰_۲۰۰ است و با این توصیف نیروگاه‌هایی که آن را می‌سوزانند روزانه هزاران گرم جیوه به هواکره وارد می‌کنند.

## روند تشکیل

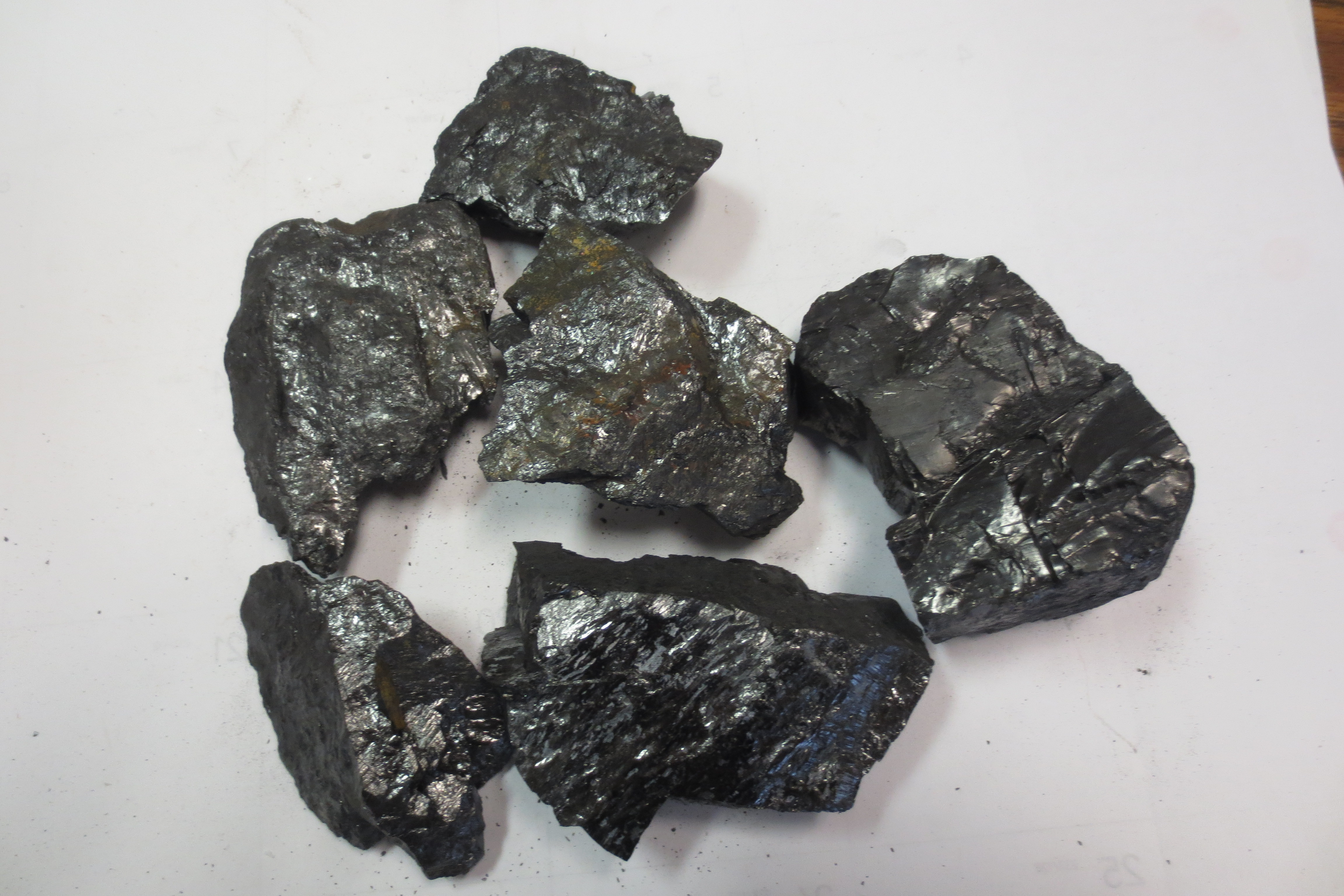
زغال سنگ

زغال‌سنگ یک کانی پر انرژی است که از بقایای درختان، بوته‌ها و سایر گیاهان زندهٔ میلیون‌ها سال پیش به وجود می‌آید. نشو و نمای این گیاهان در دوره‌هایی که آب و هوای زمین ملایم و مرطوب بود، صورت گرفت.
زغال‌سنگ، یک سنگ رسوبی است.
به زغال‌سنگ ابتدایی که پوک است و مواد فرار زیادی دارد تورب می‌گویند تورب نامرغوبترین نوع زغال‌سنگ است قسمت اعظم این ذخایر تقریباً ۲۵۰ میلیون سال پیش پدید آمدند.
سپس اوضاع برای رشد سرخس‌های دانه‌دار گرمسیری بسیار عظیم و درختان بدون گل غول پیکر، در باتلاق‌های وسیع فراهم شد.
این گیاهان بعد از خشک شدن و از بین رفتن به داخل باتلاق‌ها می‌افتادند و بر اثر خروج اکسیژن، فساد بی‌هوازی تسریع می‌شد.
پوشش گیاهی به ماده‌ای لجن مانند، به نام پیت (Peat) تبدیل شد. پیت در زیر فشار خشک و سخت شد و به زغال‌سنگ پیت (لنیت یا لیگنیت، که به زغال‌سنگ قهوه‌ای نیز موسوم است) تبدیل شد.
فشار بیشتر و گذشت زمان، زغال‌سنگ قیردار را به وجود آورد، که هر ۶ متر ضخامت رسوب گیاهان نخستین به ۰٫۳ متر زغال‌سنگ تبدیل شده بود که به آن بیتومین می‌گویند و در نهایت سخت‌ترین و مرغوب‌ترین نوع زغال‌سنگ، یعنی آنتراسیت (Anthracite) را به وجود آورد.

## ذخایر زغال‌سنگ
| کشور                | آنتراسیت و بیتومن | SubBituminous | زغال قهوه‌ای | کل         | درصد در جهان |
| ------------------- | ----------------- | ------------- | ----------- | ---------- | ------------ |
| ایالات متحده آمریکا | ۱۰۸٬۵۰۱           | ۹۸٬۶۱۸        | ۳۰٬۱۷۶      | ۲۳۷٬۲۹۵    | ۲۲٫۶         |
| روسیه               | ۴۹٬۰۸۸            | ۹۷٬۴۷۲        | ۱۰٬۴۵۰      | ۱۵۷٬۰۱۰    | ۱۴٫۴         |
| چین                 | ۶۲٬۲۰۰            | ۳۳٬۷۰۰        | ۱۸٬۶۰۰      | ۱۱۴٬۵۰۰    | ۱۲٫۶         |
| استرالیا            | ۳۷٬۱۰۰            | ۲٬۱۰۰         | ۳۷٬۲۰۰      | ۷۶٬۴۰۰     | ۸٫۹          |
| هند                 | ۵۶٬۱۰۰            | ۰             | ۴٬۵۰۰       | ۶۰٬۶۰۰     | ۷٫۰          |
| آلمان               | ۹۹                | ۰             | ۴۰٬۶۰۰      | ۴۰٬۶۹۹     | ۴٫۷          |
| اوکراین             | ۱۵٬۳۵۱            | ۱۶٬۵۷۷        | ۱٬۹۴۵       | ۳۳٬۸۷۳     | ۳٫۹          |
| قزاقستان            | ۲۱٬۵۰۰            | ۰             | ۱۲٬۱۰۰      | ۳۳٬۶۰۰     | ۳٫۹          |
| آفریقای جنوبی       | ۳۰٬۱۵۶            | ۰             | ۰           | ۳۰٬۱۵۶     | ۳٫۵          |
| صربستان             | ۹                 | ۳۶۱           | ۱۳٬۴۰۰      | ۱۳٬۷۷۰     | ۱٫۶          |
| کلمبیا              | ۶٬۳۶۶             | ۳۸۰           | ۰           | ۶٬۷۴۶      | ۰٫۸          |
| کانادا              | ۳٬۴۷۴             | ۸۷۲           | ۲٬۲۳۶       | ۶٬۵۲۸      | ۰٫۸          |
| لهستان              | ۴٬۳۳۸             | ۰             | ۱٬۳۷۱       | ۵٬۷۰۹      | ۰٫۷          |
| اندونزی             | ۱٬۵۲۰             | ۲٬۹۰۴         | ۱٬۱۰۵       | ۵٬۵۲۹      | ۰٫۶          |
| برزیل               | ۰                 | ۴٬۵۵۹         | ۰           | ۴٬۵۵۹      | ۰٫۵          |
| یونان               | ۰                 | ۰             | ۳٬۰۲۰       | ۳٬۰۲۰      | ۰٫۴          |
| بوسنی و هرزگوین     | ۴۸۴               | ۰             | ۲٬۳۶۹       | ۲٬۸۵۳      | ۰٫۳          |
| مغولستان            | ۱٬۱۷۰             | ۰             | ۱٬۳۵۰       | ۲٬۵۲۰      | ۰٫۳          |
| بلغارستان           | ۲                 | ۱۹۰           | ۲٬۱۷۴       | ۲٬۳۶۶      | ۰٫۳          |
| پاکستان             | ۰                 | ۱۶۶           | ۱٬۹۰۴       | ۲٬۰۷۰      | ۰٫۳          |
| ترکیه               | ۵۲۹               | ۰             | ۱٬۸۱۴       | ۲٬۳۴۳      | ۰٫۳          |
| ازبکستان            | ۴۷                | ۰             | ۱٬۸۵۳       | ۱٬۹۰۰      | ۰٫۲          |
| مجارستان            | ۱۳                | ۴۳۹           | ۱٬۲۰۸       | ۱٬۶۶۰      | ۰٫۲          |
| تایلند              | ۰                 | ۰             | ۱٬۲۳۹       | ۱٬۲۳۹      | ۰٫۱          |
| مکزیک               | ۸۶۰               | ۳۰۰           | ۵۱          | ۱٬۲۱۱      | ۰٫۱          |
| جمهوری چک           | ۱۹۲               | ۰             | ۹۰۸         | ۱٬۱۰۰      | ۰٫۱          |
| قرقیزستان           | ۰                 | ۰             | ۸۱۲         | ۸۱۲        | ۰٫۱          |
| آلبانی              | ۰                 | ۰             | ۷۹۴         | ۷۹۴        | ۰٫۱          |
| کره شمالی           | ۳۰۰               | ۳۰۰           | ۰           | ۶۰۰        | ۰٫۱          |
| نیوزیلند            | 33                | 205           | 333-7,000   | 571–15,000 | ۰٫۱          |
| اسپانیا             | ۲۰۰               | ۳۰۰           | ۳۰          | ۵۳۰        | ۰٫۱          |
| لائوس               | ۴                 | ۰             | ۴۹۹         | ۵۰۳        | ۰٫۱          |
| زیمبابوه            | ۵۰۲               | ۰             | ۰           | ۵۰۲        | ۰٫۱          |
| آرژانتین            | ۰                 | ۰             | ۵۰۰         | ۵۰۰        | ۰٫۱          |
| دیگر کشورها         | ۳٬۴۲۱             | ۱٬۳۴۶         | ۸۴۶         | ۵٬۶۱۳      | ۰٫۷          |
| مجموع جهان          | ۴۰۴٬۷۶۲           | ۲۶۰٬۷۸۹       | ۱۹۵٬۳۸۷     | ۸۶۰٬۹۳۸    | ۱۰۰          |

## تولیدکنندگان مهم

معدن زغال سنگ باز در Garzweiler، آلمان. پانوراما با وضوح بالا

| کشور                | ۲۰۰۳    | ۲۰۰۴    | ۲۰۰۵    | ۲۰۰۶    | ۲۰۰۷    | ۲۰۰۸    | ۲۰۰۹    | ۲۰۱۰    | ۲۰۱۱   | سهم   | مقدار ذخیره به سال |
| ------------------- | ------- | ------- | ------- | ------- | ------- | ------- | ------- | ------- | ------ | ----- | ------------------ |
| چین                 | ۱۸۳۴٫۹  | ۲۱۲۲٫۶  | ۲۳۴۹٫۵  | ۲۵۲۸٫۶  | ۲۶۹۱٫۶  | ۲۸۰۲٫۰  | ۲۹۷۳٫۰  | ۳۲۳۵٫۰  | ۳۵۲۰٫۰ | ۴۹٫۵٪ | ۳۵                 |
| ایالات متحده آمریکا | ۹۷۲٫۳   | ۱۰۰۸٫۹  | ۱۰۲۶٫۵  | ۱۰۵۴٫۸  | ۱۰۴۰٫۲  | ۱۰۶۳٫۰  | ۹۷۵٫۲   | ۹۸۳٫۷   | ۹۹۲٫۸  | ۱۴٫۱٪ | ۲۳۹                |
| هند                 | ۳۷۵٫۴   | ۴۰۷٫۷   | ۴۲۸٫۴   | ۴۴۹٫۲   | ۴۷۸٫۴   | ۵۱۵٫۹   | ۵۵۶٫۰   | ۵۷۳٫۸   | ۵۸۸٫۵  | ۵٫۶٪  | ۱۰۳                |
| اتحادیه اروپا       | ۶۳۷٫۲   | ۶۲۷٫۶   | ۶۰۷٫۴   | ۵۹۵٫۱   | ۵۹۲٫۳   | ۵۶۳٫۶   | ۵۳۸٫۴   | ۵۳۵٫۷   | ۵۷۶٫۱  | ۴٫۲٪  | ۹۷                 |
| استرالیا            | ۳۵۰٫۴   | ۳۶۴٫۳   | ۳۷۵٫۴   | ۳۸۲٫۲   | ۳۹۲٫۷   | ۳۹۹٫۲   | ۴۱۳٫۲   | ۴۲۴٫۰   | ۴۱۵٫۵  | ۵٫۸٪  | ۱۸۴                |
| روسیه               | ۲۷۶٫۷   | ۲۸۱٫۷   | ۲۹۸٫۳   | ۳۰۹٫۹   | ۳۱۳٫۵   | ۳۲۸٫۶   | ۳۰۱٫۳   | ۳۲۱٫۶   | ۳۳۳٫۵  | ۴٫۰٪  | ۴۷۱                |
| اندونزی             | ۱۱۴٫۳   | ۱۳۲٫۴   | ۱۵۲٫۷   | ۱۹۳٫۸   | ۲۱۶٫۹   | ۲۴۰٫۲   | ۲۵۶٫۲   | ۲۷۵٫۲   | ۳۲۴٫۹  | ۵٫۱٪  | ۱۷                 |
| آفریقای جنوبی       | ۲۳۷٫۹   | ۲۴۳٫۴   | ۲۴۴٫۴   | ۲۴۴٫۸   | ۲۴۷٫۷   | ۲۵۲٫۶   | ۲۵۰٫۶   | ۲۵۴٫۳   | ۲۵۵٫۱  | ۳٫۶٪  | ۱۱۸                |
| آلمان               | ۲۰۴٫۹   | ۲۰۷٫۸   | ۲۰۲٫۸   | ۱۹۷٫۱   | ۲۰۱٫۹   | ۱۹۲٫۴   | ۱۸۳٫۷   | ۱۸۲٫۳   | ۱۸۸٫۶  | ۱٫۱٪  | ۲۱۶                |
| لهستان              | ۱۶۳٫۸   | ۱۶۲٫۴   | ۱۵۹٫۵   | ۱۵۶٫۱   | ۱۴۵٫۹   | ۱۴۴٫۰   | ۱۳۵٫۲   | ۱۳۳٫۲   | ۱۳۹٫۲  | ۱٫۴٪  | ۴۱                 |
| قزاقستان            | ۸۴٫۹    | ۸۶٫۹    | ۸۶٫۶    | ۹۶٫۲    | ۹۷٫۸    | ۱۱۱٫۱   | ۱۰۰٫۹   | ۱۱۰٫۹   | ۱۱۵٫۹  | ۱٫۵٪  | ۲۹۰                |
| کل جهان             | ۵٬۳۰۱٫۳ | ۵٬۷۱۶٫۰ | ۶٬۰۳۵٫۳ | ۶٬۳۴۲٫۰ | ۶٬۷۹۵٫۰ | ۶٬۸۸۰٫۸ | ۷٬۲۵۴٫۶ | ۷٬۶۹۵٫۴ | ۱۰۰٪   | ۱۱۲   |                    |